# 馬龍 (成化辛丑進士)
馬龍（？—？），字汝霖，河南開封府陽武縣人，民籍，明朝政治人物。

## 生平
河南鄉試第五名舉人。成化十七年（1481年）中式辛丑科二甲第五十名進士。

## 家族
曾祖馬良；祖父馬瑛；父馬海。母楊氏。